# Ivar Andresen
Ivar Frithiof Andresen (27 de juliol de 1896 - 6 de novembre de 1940) fou un cantant d'òpera baix noruec que va tenir una carrera internacional exitosa a Europa i als Estats Units.
Andresen va ser el primer noruec que va actuar a la Metropolitan Opera de Nova York (precedint el seu compatriota famós, la gran soprano wagneriana Kirsten Flagstad, en cinc anys). Va aparèixer en les òperes que van compondre Wagner, Mozart i Verdi.
Andresen va néixer a Kristiania. Després de fer el seu debut a Estocolm el 1919, va treballar a Kungliga Teatern (ara Kungliga Operan, o Òpera Reial Sueca), de 1921 a 1926. Després va actuar a la Semperoper de Dresdene (de 1926-1931) i el Städtische Oper Berlín (1931-1935), i també va aparèixer com a artista de convidat al Met de Nova York (1930-1932) i el Bayreuth Festival (1927-1931).
La Temporada 1928-1929 va actuar al Gran Teatre del Liceu de Barcelona. A Anglaterra, va cantar al Covent Garden, de 1928-1931 i al Glyndebourne Festival el 1935.
Per problemes de salut va haver d'aturar la seva carrera, i va morir a l'edat de 44, a Estocolm, durant les etapes primerenques de la Segona Guerra Mundial.